# Julián Mateos
Julián Mateos Pérez (Robledillo de Trujillo, Cáceres, 15 de enero de 1938-Madrid, 27 de diciembre de 1996) fue un actor y productor de cine español.

## Biografía
Se inicia en el mundo de la interpretación a través del Teatro Español Universitario al tiempo que cursa estudios de Filosofía y Letras en la Universidad de Salamanca. Más tarde se traslada a la ciudad de Barcelona para estudiar Arte Dramático.
Debuta como actor cinematográfico en 1960 con la película Los desamparados. Destacan de su filmografía en esa primera época títulos como Juventud a la intemperie (1961), de Ignacio F. Iquino, y Los castigadores (1961), de Alfonso Balcázar. En 1962 cosecha un importante éxito de crítica con Los atracadores (1962), de Francisco Rovira Beleta y un año después protagoniza Young Sánchez, de Mario Camus.
En los años siguientes interviene en diversas coproducciones y spaghetti western como 10.30 PM summer (1966), de Jules Dassin o El regreso de los siete magníficos (1966). Dentro del cine nacional, destaca su magistral papel de Diego en Los flamencos (1968) dirigida por Jesús Yagüe y el de Calisto en La Celestina (1970), de César Fernández Ardavín.
Desde mediados de la década de los sesenta colabora de forma asidua en espacios de teatro televisado de TVE como Primera fila y Estudio 1 —destacando su papel protagonista en la adaptación de Hamlet, 1964— o en series como El juglar y la reina (1978). En 1980 protagoniza también para televisión española la serie Cervantes, biografía del autor de Don Quijote de La Mancha.
Retirado de la interpretación desde principios de los años ochenta, en 1983 funda la productora Ganesh Films, junto a su esposa y madre de su único hijo, en 1985, la también actriz Maribel Martín. Los títulos producidos han entrado a formar parte de la historia del cine español: Los santos inocentes (1984), de Mario Camus; El viaje a ninguna parte (1986), de Fernando Fernán Gómez y El niño de la luna (1989), de Agustí Villaronga.

## Premios y nominaciones
Premios Goya
| Año  | Categoría      | Película                 | Resultado |
| ---- | -------------- | ------------------------ | --------- |
| 1986 | Mejor película | El viaje a ninguna parte | Ganador   |
| 1989 | Mejor película | El niño de la luna       | Nominado  |

Medallas del Círculo de Escritores Cinematográficos
| Año  | Categoría             | Película             | Resultado |
| ---- | --------------------- | -------------------- | --------- |
| 1963 | Mejor actor principal | Young Sánchez        | Ganador   |
| 1984 | Mejor película        | Los santos inocentes | Ganador   |

Premios Sant Jordi
| Año  | Categoría               | Película                 | Resultado |
| ---- | ----------------------- | ------------------------ | --------- |
| 1986 | Mejor película española | El viaje a ninguna parte | Ganador   |
| 1989 | Mejor película española | El niño de la luna       | Ganador   |

Fotogramas de Plata
| Año  | Categoría                        | Película           | Resultado |
| ---- | -------------------------------- | ------------------ | --------- |
| 1964 | Mejor intérprete de cine español | Young Sánchez      | Ganador   |
| 1989 | Mejor película española          | El niño de la luna | Ganador   |

- TP de Oro (1973). Mejor Actor Nacional por Estudio 1 y Novela.